# Цалдарис, Панагис
Панагис Цалдарис (греч. Παναγής Τσαλδάρης; 5 марта 1868, Коринф — 17 мая 1936, Афины) — греческий политик-республиканец, дважды занимавший пост премьер-министра Греции в период 1932—1935 годов.

## Биография
Родился в 1868 году. Изучал право в Афинском университете, затем в Берлине и Париже. Был адвокатом, с 1910 года и до своей смерти был членом Греческого парламента.

### Первое правительство и соперничество с Венизелосом
В начале 1930-х годов Цалдарис, наконец, принял республиканский строй. Во главе греческой Народной партии он на выборах в сентябре 1932 года победил Э. Венизелоса, что стало концом политической карьеры последнего. Министром внутренних дел в правительстве Цалдариса стал будущий диктатор Иоаннис Метаксас.
В январе 1933 года под давлением генерала Николаоса Пластираса новым премьер-министром вместо Цалдариса стал Элефтериос Венизелос. На март были назначены новые выборы, которые, однако, Венизелос проиграл. В опасении, что Цалдарис может восстановить монархию, Пластирас совершил государственный переворот. Венизелос поддержал новый автократический режим, однако проиграл новые выборы, назначенные на конец 1933 года.

### Второй кабинет
Намерения Пластираса потерпели крах, и Цалдарис вновь был назначен премьер-министром. Цалдарис, однако, проявил себя нерешительным и слабым политиком, неспособным справиться с давлением со стороны как республиканцев, так и монархистов.
В марте 1935 года Цалдарис столкнулся с попыткой нового государственного переворота, который пытались осуществить офицеры — сторонники Венизалоса. Путч подавил новый лидер монархистов генерал Георгиос Кондилис. В июне монархисты, в число которых вошёл И. Метаксас, сформировали Монархический союз и потребовали от Цалдариса восстановить монархию.
В октябре 1935 года монархисты совершили новый переворот, и главой кратковременного правительства стал Г. Кондилис. Вернувшийся в страну король амнистировал республиканцев; Цалдарис поддержал эту инициативу, а Кондилис, недовольный этим решением, ушёл в отставку.
Цалдарис умер 12 мая 1936 года. Смерть его и ряда других видных политических деятелей способствовали провозглашению диктатуры И. Метаксаса в августе того же года.